# DanTDM
Daniel Robert Middleton (* 8. listopadu 1991, Hampshire, Anglie), virtuálně známější jako DanTDM (celým názvem TheDiamondMinecart), je anglický youtuber, hráč her, muzikant, autor a herec známý díky svému komentování videoher (včetně Minecraftu, Robloxu a her z edice Pokémon).
Jeho kanál byl zařazen mezi nejlepší youtubové kanály ve Spojeném království. V červenci 2015 byl podle sledovanosti jedním z nejpopulárnějších YouTuberů na světě. Vyhrál několik cen Kids' Choice Awards a zapsal se do Guinnessovy knihy rekordů za hraní a komentování. V roce 2017 se umístil na prvním místě seznamu nejlépe placených hvězd YouTube ve Forbes s ročním příjmem 16,5 milionu $ (asi 12,2 milionu liber). K listopadu 2021 jeho kanál na YouTube dosáhl více než 26,1 milionů odběratelů, 18 miliard zhlédnutí videí a zveřejnil přes 3 500 videí.

## Raný život
Narodil se 8. listopadu 1991 ve městě Aldershot v Anglii jako starší ze dvou sourozenců. Jeho rodiče se rozvedli, když byl ještě dítě. Chodil na univerzitu v Northamptonu, kde studoval hudební produkci.

## Kariéra

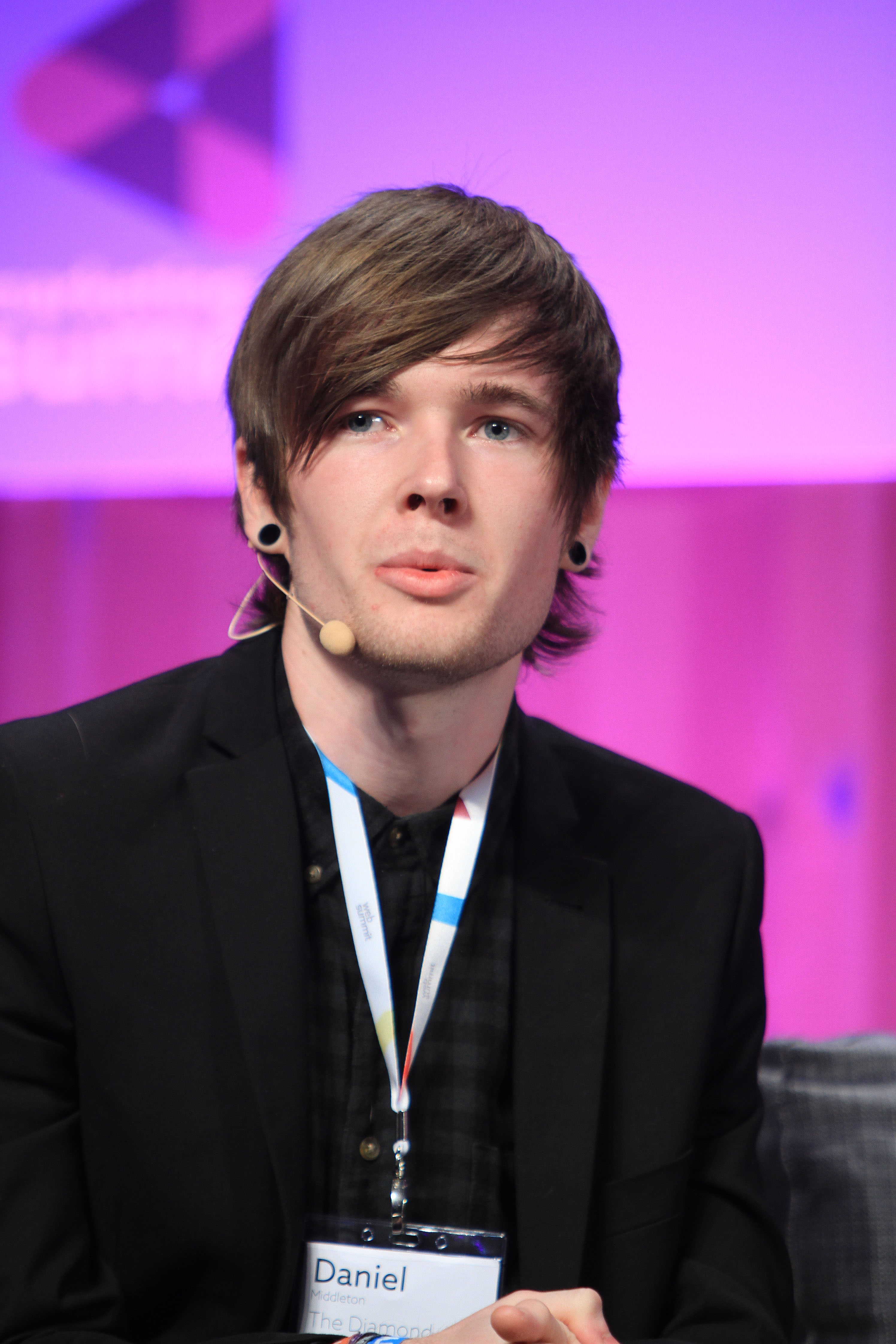
Middleton na Web Summitu (2014)

V roce 2012 založil herní kanál TheDiamondMinecart. Změnil jméno kanálu na TheDiamondMinecart//DanTDM a následně, 12. prosince 2016 změnil název na DanTDM. V současnosti natáčí videa ze svého domácího studia v Wellingborough. Jeho obsah je velmi zaměřen na děti.
Dne 6. října 2016 vydal grafický román s názvem Trayaurus and the Enchanted Crystal. Román zůstal na prvním místě na seznamu The New York Times Best Seller pro grafické knihy v pevné vazbě po dobu jedenácti týdnů. Byl hlavním hostem na festivalu literatury v Cheltenhamu a vydal se na knižní turné, které zahrnovalo části Spojeného království a návštěvu New Yorku. V roce 2017 se vydal na turné po Spojených státech a Austrálii.
V roce 2017 hrál ve webové sérii s názvem DanTDM Creates a Big Scene, kde hrál sám sebe a vystupovali v něm i další baviči a herci na sociálních sítích. Seriál měl premiéru 7. dubna 2017 exkluzivně pro YouTube Red, předplatitelskou službu YouTube. Přehlídka „Follows DanTDM and his group of animated friends as they battle to keep their live show on the road“ běžela po dobu šesti epizod.
V roce 2019 se umístil na 41. místě v britském seznamu Top 100 Influencer List podle The Sunday Times, který rovněž odhadoval jeho čisté jmění na 25 milionů liber. Jeho online videokanál se původně zaměřoval především na populární hru Minecraft; od ledna 2020 vyčlenil část svého kanálu na hraní náhodných videoher, komunitních výzev Discord a reakčních videí. Middleton také udržoval sérii Minecraft Hardcore, která byla podstatnou částí jeho kanálu, dokud ve hře nezemřel.
24. března 2021 spustil kanál věnovaný Minecraft videím do 5 minut s názvem DanTDM Shorts.

## Osobní život
V červnu 2013, kdy jeho kanál přesáhl 100 000 odběratelů, zveřejnil video, ve kterém poprvé ukázal svou tvář. Dne 17. března 2013 se oženil se svou přítelkyní Jemmou. Jejich první syn, Asher, se narodil 5. ledna 2020. Jejich druhý syn, Miles, se narodil 22. listopadu 2022.

## Filmografie

### Filmy
| rok  | název                       | role | poznámka                              | reference     |
| ---- | --------------------------- | ---- | ------------------------------------- | ------------- |
| 2018 | Ralph breaks the Internet   | eBoy | Hlasová role; Britská divadelní verze | [ 35 ] [ 36 ] |
| 2019 | DanTDM Presents The Contest |      | Akce interaktivního kina              | [ 37 ]        |
| 2021 | Free Guy                    |      | Cameo                                 | [ 38 ]        |

### Televize
| rok  | název                      | role | poznámka                               | reference |
| ---- | -------------------------- | ---- | -------------------------------------- | --------- |
| 2016 | Skylanders Academy         | Cy   | Hlasová role; opakující se             | [ 39 ]    |
| 2017 | DanTDM Creates A Big Scene |      | Originální minisérie YouTube; 6 epizod | [ 40 ]    |

### Videohry
| rok  | název                 | role | poznámka                         | reference |
| ---- | --------------------- | ---- | -------------------------------- | --------- |
| 2016 | Minecraft: Story Mode |      | Epizoda 6: „Portál do tajemství“ | [ 41 ]    |

### Ostatní
| rok  | název                                            | role | poznámka                          | reference     |
| ---- | ------------------------------------------------ | ---- | --------------------------------- | ------------- |
| 2019 | DanTDM and Danni Tabor play Super Mario Maker 2! |      | TV reklama na Super Mario Maker 2 | [ 42 ] [ 43 ] |

## Ocenění a nominace
- Zápis do Guinnessovy knihy rekordů za „nejvíce gólů vstřelených ve hře Rocket League za tým 2“ (s Tomem Casellem alias „TheSyndicateProject“)[44] a „nejvíce gólů vstřelených ve hře Rocket League (tříčlenný tým).“[45]
- Zápis do Guinnessovy knihy rekordů za „největší počet zhlédnutí na vyhrazeném Minecraft videokanálu.“[46]
- Nickelodeon Kids' Choice Awards v kategorii britský oblíbený tipař: 2015[47] a 2016.[48]
- Nickelodeon Kids' Choice Awards v kategorii britský oblíbený gamer 2020.

## Publikace
- DANTDM. Trayaurus and the Enchanted Crystal. [s.l.]: HarperCollins, 6. října 2016. Dostupné online. ISBN 978-1409168393.

- DANTDM. Official DanTDM 2017 Diary and Activity Book: Lots of Things to Make and Do. [s.l.]: Trapeze, 17. listopadu 2016. Dostupné online. ISBN 978-1409171188.